# RealMedia
RealMedia je proprietární formát multimediálního kontejneru vytvořený americkou firmou RealNetworks, která vytvořila multimediální přehrávač RealPlayer. Soubory s příponou .rm mohou obsahovat digitální audio nebo video, formát lze použít pro streaming obsahu přes internet. Tyto proudy mohou mít konstantní bitovou rychlost (CBR) nebo proměnnou bitovou rychlost (VBR), které mají příponu .rmvb.

## Popis
RealMedia soubor je tvořen posloupností bloků (anglicky chunks), které mohou být různých typů:
- .RMF: hlavička RealMedia souboru (1 v souboru)
- PROP: vlastností RealMedia souboru (1 v souboru)
- MDPR: hlavička vlastností media (1 ve streamu)
- CONT: hlavička popisu obsahu (obvykle 1 v souboru)
- DATA: datová hlavička
- INDX: indexová hlavička (typicky 1 ve streamu)

### Podporované formáty audia
- lpcJ – RealAudio 1.0 (VSELP)
- 28_8 – RealAudio 2.0 (LD-CELP)
- dnet – AC3
- sipr – Sipro
- cook – Cook
- atrc – ATRAC3
- ralf – RealAudio Lossless Format (bezztrátový)
- raac – LC-AAC
- racp – ON-AAC

### Podporované formáty videa
- CLV1 – ClearVideo (ze specifikace Helix)
- RV10 – H.263
- RV13 – H.263
- RV20 – H.263+
- RV30 – předchůdce H.264
- RV40 – předchůdce H.264
- RVTR – H.263+ (RV20)
- RVT2 – H.263+ (RV30)